# Чипровски манастир
Чипровският манастир „Свети Иван Рилски“ е български православен манастир от Видинската епархия.

## Местоположение
Разположен е в долината на река Чипровска Огоста, на около 5 километра североизточно от град Чипровци. До манастира се стига по отбивка по пътя между селата Белимел и Железна.

## История на манастира
По сведения на Петър Богдан манастирът е построен през 10 век и в продължение на девет столетия е бил важно духовно и просветно средище и твърдина при нашествията на татари и маджари през 13 век, при падането под османско владичество през 14 век и нападенията на Михай Витязул през 16 век.
За периода на своето съществуване Чипровският манастир е разрушаван и възстановяван шест пъти: през 1412, 1688, 1806, 1828, 1837 и 1876 година. Особено тежки последици имало второто нападение над манастира след потушеното Чипровско въстание, когато били унищожени както икони, църковни утвари и реликви, така и богатата библиотека от славянски и български книги, следствие от оживената духовна дейност в манастира пред 17 век. Тленни останки на въстаниците са съхранени в костницата в кулата. След възстановяването си, манастирът установява връзки с руски православни манастири и получава в дар от император Павел I престолно евангелие с пищен сребърен обков, което днес се съхранява в Националния исторически музей.
През 1829 година е построена манастирската църква, която може да се види в двора на комплекса и днес. По време на въстанията в Северозападна България Чипровският манастир на два пъти приютява по няколко хиляди четници. Самите монаси се включват като въстаници в Ломското съзаклятие от 1867-68 година. През юли 1876 година в близост до манастира сражения водят четите на Панайот Хитов и Филип Тотю.

## Архитектура и интериор
Манастирският комплекс се състои от черква, монашеска обител, малко гробище и триетажна кула с костница в приземния етаж, параклис на втория и камбанария на третия етаж. Комплексът е ограден от каменен зид с три входа.
В центъра се намира църквата „Свети Иван Рилски“, която е едноапсидна и триконхална с нисък купол, без стенописи. Иконостасът е резбован и украсен с живопис и позлата, седем от иконите са дело на копривщенския зограф Христо Енчев.
Манастирската обител е двуетажна с открити към вътрешния двор чардаци и дълга 75 метра. Поради наклонения терен отвън изглежда като внушителна твърдина, а отвътре създава впечатление, че е вкопана в земята. В чест на Освобождението, в помещение на втория етаж е открит параклисът „Свети Атанасий“ с малък иконостас, сглобен от два старинни иконостаса от средата на 19 век и един нов от 1879 година.
Кулата в Чипровския манастир представлява триетажна камбанария. В приземния етаж се съхраняват кости на участници в Чипровското въстание и монаси, загинали при участието си в националноосвободителното движение. Паметна плоча до входа на костницата прославя имената на Петър Парчевич, Георги Пеячевич, Манчо Пунин от село Бистрилица, Върбан Пенев от село Белимел, Панайот Хитов и Филип Тотю. На втория етаж на кулата, до който се стига по конично оформени външни каменни стъпала, някога е имало и понастоящем се възстановява малък параклис. До третия етаж, където се намира манастирската камбана, се достига по вътрешни стъпала. Оттам се разкрива красива гледка към двора на манастира и околните хълмове.